# Time for Miracles
«Time For Miracles» es la banda sonora principal de la película 2012. Fue sacada a la venta el 16 de octubre de 2009 a través de Amazon.com.
La canción fue grabada por Adam Lambert, producida por Rob Cavallo y escrita por Alain Johannes y Natasha Shneider.
Time For Miracles forma parte del álbum "2012 soundtrack" en formato audio CD disponible en preorden de compra en portales de internet.
El formato mp3 individual de descarga en línea está disponible solo para preaudición, disponible para su compra y descarga a partir del 25 de octubre.

## Video musical
El video musical oficial fue publicado el 21 de octubre a través de MySpace. El video muestra a Lambert andando tranquilamente por la escena del desastre.
En la película, una versión ligeramente diferente de la original es interpretada durante los créditos finales.